# Leptapoderus collaris
Leptapoderus collaris es una especie de coleóptero de la familia Attelabidae.

## Distribución geográfica
Habita en Java y Sumatra, en Indonesia.